# Kohort (biologi)
En kohort är en nivå i det biologiska hierarkiska systemet som antingen ligger mellan, ovanför eller nedanför kategorierna klass och ordning.